# إدغار هايز
إدغار هايز (بالإنجليزية: Edgar Hayes)‏ هو عازف بيانو أمريكي، ولد في 23 مايو 1904 في ليكسينغتون في الولايات المتحدة، وتوفي في 28 يونيو 1979 في سان بيرناردينو في الولايات المتحدة.

## وصلات خارجية
- إدغار هايز على موقع ميوزك برينز (الإنجليزية)
- إدغار هايز على موقع أول ميوزيك (الإنجليزية)
- إدغار هايز على موقع ديسكوغز (الإنجليزية)